# Joseph Weber
Joseph Weber (Paterson, 17 de mayo de 1919 - 30 de septiembre de 2000) fue un físico estadounidense. Desarrolló el primer detector de ondas gravitacionales.

## Vida
En 1940 se graduó en la Academia Naval de los Estados Unidos, y hasta 1948 sirvió a la Marina. En ese mismo año entró en la Universidad de Maryland, y en 1951 obtuvo el doctorado en la Universidad Católica de América, ubicada en Washington. En 1959, y hasta el final de su carrera, ejerció de profesor de física en la Universidad de Maryland.

## Trabajo

### Detector de ondas gravitacionales
En 1958 comenzó a diseñar un dispositivo capaz de detectar las ondas gravitacionales predichas en la teoría general de la relatividad de Einstein. En 1965 terminó su construcción, habiendo fabricado un detector cilíndrico de aluminio de un metro de diámetro y 3,5 toneladas de peso. Alrededor del cilindro se hallaban una serie de cristales piezoeléctricos, los cuales generaban un voltaje cuando la barra oscilaba de tamaño. El propio Weber sostenía que el aparato era capaz de detectar deformaciones de tan sólo una parte de 1016, lo que supone la cienava parte del diámetro de un núcleo atómico. Weber aisló el cilindro en el vacío para evitar otros efectos, tales como la acústica, la temperatura, o los sísmos.
Sin embargo, no se conformó y construyó un segundo detector en el "Argonne National Laboratory" de Chicago. De este modo, sólo se reconocerían como ondas gravitatorias las que afectasen a ambos detectores. En 1968 experimentó la primera coincidencia, y dos años más tarde, en 1970, se percató de que dichos efectos alcanzaban un pico cuando ambos se encontraban orientados hacia el centro de la galaxia. En 1972, con ayuda de dos copias exactas del dispositivo de Weber, Heinz Billing del Instituto Max Planck de Física en Múnich no pudo verificar los resultados de Weber.